# Boris Walentinowitsch Issatschenko
Boris Walentinowitsch Issatschenko (russisch Борис Валентинович Исаченко; * 26. Dezember 1958 in Brest) ist ein ehemaliger sowjetisch-belarussischer Bogenschütze und heutiger Sportfunktionär.

## Werdegang
Issatschenko erreichte bei den Olympischen Spielen 1980 in Moskau den zweiten Rang und gewann somit die Silbermedaille. Vor den Spielen hatte er keine nennenswerten Erfolge vorzuweisen. Auch nach den Spielen blieb er ohne Medaille bei Weltmeisterschaften. Lediglich bei den Europameisterschaften sicherte er sich 1982 die Silbermedaille mit der Mannschaft und wurde bei den Hallen-Europameisterschaften 1983 und 1987 im Team Europameister. Zudem konnte er in der Halle 1983 auch Silber im Einzel gewinnen.
Bei den Sowjetischen Meisterschaften gelang Issatschenko kein Titelgewinn. Nach dem Ende seiner Laufbahn begann er mit einer Tätigkeit als Sportfunktionär. So war er in verschiedenen Positionen beim Staatlichen Komitee für Körperkultur und Sport von 1979 bis zur Auflösung der Sowjetunion 1991 tätig. Ab 1991 arbeitete er beim Belarussischen Ministerium für Sport. 1997 bis 1999 übernahm er das Präsidentenamt beim Robin Hood Archery Club und war zudem als Trainer dort tätig. Issatschenko engagierte sich im belarussischen Bogensport-Verband und wurde bereits 1998 Trainer der Nationalmannschaft von Belarus. Seit 2002 gehört er dem Nationalen Olympischen Komitee von Belarus an.